# Морфология (лингвистика)
Морфоло́гия (от др.-греч. μορφή — «форма» и λόγος  — «слово, учение») — раздел грамматики, основными объектами которого являются слова естественных языков, их значимые части и морфологические признаки. В задачи морфологии, таким образом, входит определение слова как особого языкового объекта и описание его внутренней структуры.
Морфология, согласно преобладающему в современной лингвистике пониманию её задач, описывает не только формальные свойства слов и образующих их морфем (звуковой состав, порядок следования, и т. п.), но и те грамматические значения, которые выражаются внутри слова (или «морфологические значения»). В соответствии с этими двумя крупными задачами, морфологию часто делят на две области: «формальную» морфологию, или морфемику, в центре которой находятся понятия слова и морфемы, и грамматическую семантику, изучающую свойства грамматических морфологических значений и категорий (то есть морфологически выражаемое словообразование и словоизменение языков мира).
Наряду с обозначением некоторой области лингвистики, термин «морфология» может обозначать и часть системы языка (или «уровень» языка) — а именно, ту, в которой содержатся правила построения и понимания слов данного языка. Так, выражение испанская морфология соотносится с частью испанской грамматики, в которой изложены соответствующие правила испанского языка. Морфология как раздел лингвистики является в этом смысле обобщением всех частных морфологий конкретных языков, то есть совокупностью сведений о всех возможных типах морфологических правил.
Морфология вместе с синтаксисом составляют грамматику; но этот последний термин часто употребляется и в более узком смысле, практически как синоним морфологии («грамматическое значение», «грамматическая категория»).
Ряд лингвистических концепций (особенно генеративистских) не выделяет морфологию как отдельный уровень языка (таким образом, после фонологии начинается сразу синтаксис).

## Состав дисциплины
Морфология включает в себя:
- учение о словоизменении в языке, парадигмах, словоизменительных типах. Это обязательная составляющая морфологии, и именно с составления парадигм (таблиц склонения и спряжения) исторически началась лингвистика вообще (в древнем Вавилоне).
- грамматическую семантику, то есть учение о грамматических значениях. Традиционно (например, в XIX веке) грамматическая семантика не включалась в морфологию; в разделе грамматик «морфология» приводились только способы образования форм и образцы парадигм, а сведения о семантике («употреблении» форм) относились к синтаксису. В XX веке грамматическая семантика является уже неотъемлемой частью морфологии.
- учение о частях речи, при выделении которых задействованы не только морфологические (в узком смысле), но и синтаксические и семантические критерии.
- учение о словообразовании, стоящее на границе морфологии и лексикологии.
- общие понятия о морфологии
- морфологическую типологию.

## Языки со «слабой» морфологией
Не все языки, однако, обладают столь же «монолитными» словами, как русский и подобные ему. Существуют разнообразные типы отклонений от «словесного эталона».
Прежде всего, во многих языках части слова проявляют тенденцию к большей самостоятельности, что делает границу между словом и морфемой менее чёткой. Так, морфемы могут опускаться подобно существительным и предлогам в примере (2) — это явление называется «групповой флексией»; в ряде случаев позиция морфем в слове также оказывается несколько более подвижной, чем в языках с жёсткими правилами. Повышенная самостоятельность морфем характерна для так называемых слабо-агглютинативных языков (к каковым относятся тюркские, японский, бирманский, дравидийские и др.); в языках такого типа комплексы морфем (слова) и комплексы слов (предложения) часто могут быть описаны в сходных или близких терминах. Это языки, где морфология в собственном смысле уступает место «морфосинтаксису».
С другой стороны, морфосинтаксис вместо морфологии предпочтителен и для таких языков, в которых, наоборот, не морфемы ведут себя как слова, а предложения ведут себя как слова. Иными словами, в этих языках также плохо различаются внутрисловные и межсловные связи, но не за счёт слабой скреплённости морфем друг с другом, а за счёт более сильной скреплённости слов друг с другом. Фактически, межсловные связи в подобных языках столь сильны, что это приводит к образованию слов-предложений значительной длины. Языки такого типа часто называются «полисинтетическими»; к признакам полисинтетизма относится склонность к образованию сложных слов (особенно глагольных комплексов, включающих подлежащее и дополнения — так называемая инкорпорация), а также склонность к чередованиям на межсловной границе, затрудняющим отделение одного слова от другого. Словосложение и особенно инкорпорация свойственны многим языкам циркумполярной зоны — эскимосским и чукотско-камчатским, а также многим языкам американских индейцев (распространённым как на Севере, так и в Центральной Америке и в бассейне Амазонки). Чередования на межсловных границах также свойственным многим языкам американских индейцев; являются они и яркой чертой санскрита.
Второй тип отклонений от словесного эталона связан не со слабостью межморфемных границ (как в агглютинативных языках), а скорее с отсутствием морфемных комплексов как таковых. Это — наиболее яркая черта так называемых изолирующих, или аморфных языков, в которых нет или практически нет противопоставления между корнями и аффиксами: всякая морфема является корнем и способна к самостоятельному употреблению; показателей же грамматических значений в таких языках практически нет. Таким образом, единственные морфемные комплексы, которые в таких языках могут возникать — это сложные слова, которые часто бывает трудно отличить от сочетаний слов. Можно сказать, что в изолирующих языках слово просто равно морфеме, а предложения строятся не из слов, а сразу из морфем. Таким образом, и в этих языках слово как самостоятельное образование отсутствует, и грамматика фактически сводится к тому же морфосинтаксису (то есть синтаксису морфем). К изолирующим языкам относится довольно значительное количество языков мира: это вьетнамский, тайский и другие языки Юго-Восточной Азии, а также ряд языков Западной Африки: йоруба, эве, акан, манинка и др.
Сказанное об изолирующих языках может быть применено и к так называемым аналитическим языкам, то есть к таким языкам, где, в отличие от изолирующих, имеются грамматические показатели, но эти показатели являются самостоятельными словами, а не морфемами (аффиксами). Грамматические значения в аналитических языках выражаются синтаксически (с помощью разного рода конструкций), а в морфологически неэлементарных словах необходимости не возникает. Аналитическая грамматика характерна для многих языков Океании (особенно полинезийских), для ряда крупных языков Западной Африки (хауса, сонгай); сильные элементы аналитизма имеются в новых индоевропейских языках (французский, английский, скандинавские, современный персидский).
Таким образом, можно сказать, что морфология далеко не универсальна — по крайней мере, далеко не для всех языков морфологический (или «словесный») компонент описания одинаково важен. Все зависит от того, насколько чётко в данном языке выделяются словоформы.

## Традиции описания морфологии
Следует также отметить, что в разных лингвистических традициях объём и характер задач морфологического компонента описания может различаться. Так, иногда в морфологию вовсе не включают грамматическую семантику, оставляя за ней лишь описание звуковой оболочки морфем, правил чередования и правил линейного расположения морфем в словоформе (эта область часто называется морфонологией, что подчёркивает её особенно тесную связь с описанием звуковой стороны языка). Если учесть, что некоторые грамматические теории включают морфонологию в фонологию, то не покажется парадоксальным существование таких описаний языка, где синтаксис начинается, так сказать, сразу за фонологией. Такой язык не обязательно относится к изолирующим или аналитическим — подобная структура грамматического описания может быть вызвана и особенностями теоретических взглядов автора.
Далее, грамматическая семантика в разные теории морфологии также включается в разном объёме. Наиболее принято рассмотрение в рамках морфологии словоизменительных грамматических значений; такое понимание морфологии, при котором она фактически сводится к формальному и содержательному описанию парадигм склонения и спряжения, было свойственно ещё античной грамматической традиции и унаследовано большинством европейских лингвистических школ. При этом следует все же учесть, что вплоть до начала XX века, а нередко и позже, раздел «морфология» традиционной описательной грамматики содержал только сведения о правилах образования соответствующих грамматических форм, а сведения об их значении следовало искать в разделе «употребление падежных (resp., временных) форм», который входил в синтаксическую часть описания. В современных грамматиках информацию о значении морфологических грамматических категорий уже практически безоговорочно принято помещать в морфологическую часть.
Более сложным оставалось положение словообразовательных значений, которые в классических индоевропейских языках (служивших базой для европейской лингвистической традиции) не образуют парадигм и отличаются меньшей системностью и регулярностью, чем словоизменительные значения. На этом основании описание словообразование долгое время не считалось задачей морфологии, а либо включалось в лексикологию (то есть считалось чисто словарной задачей, требующей индивидуального описания каждого слова), либо выделялось в отдельную область, промежуточную между морфологией и лексикой. Именно так трактуется словообразование и во всех существующих Академических грамматиках русского языка: согласно концепции авторов этих грамматик, морфология включает только описание словоизменения, правда, как в формальном, так и в содержательном аспекте.
Такой взгляд на словообразование может быть в какой-то степени мотивирован особенностями словообразования отдельных языков, но он не может претендовать на универсальность. Существуют языки, в которых словоизменение и словообразование противопоставлены весьма слабо (таково большинство агглютинативных языков); кроме того, существуют языки, в которых словоизменительная морфология отсутствует (выражаясь, например, аналитическими средствами), а словообразовательная морфология развита. Для всех таких языков исключение словообразования из морфологического компонента нецелесообразно, а часто и практически невыполнимо. Поэтому в современных теориях языка всё-таки наиболее распространена концепция, согласно которой в морфологию включается описание всех значений, для выражения которых применяются внутрисловные механизмы (аффиксация, чередования, и т. п.), независимо от их грамматического статуса.

## История морфологии
Если грамматическая семантика является относительно молодой областью лингвистики (цельные концепции грамматического значения начинают появляться только в 50-60 гг. XX в.), то формальная морфология является одной из наиболее традиционных областей науки о языке. Различные концепции формальной морфологии (часто с включением и незначительных элементов грамматической семантики) были выработаны и в древнеиндийской, и в античной, и в арабской грамматических традициях. (Характерно, конечно, что все эти традиции опирались на языки с богатым морфологическим репертуаром.) Так, к античной традиции восходят такие понятия, как «часть речи», «парадигма», «склонение», «спряжение», «категория»; к арабской традиции — понятие корня, к древнеиндийской традиции — многие элементы теории звуковых чередований и морфологического варьирования. Однако сами термины «морфология» и «морфема» (как основная единица морфологического уровня) возникают только во второй половине XIX в.: термин «морфология» (нем. Morphologie, Formenlehre) для описания «форм» живой и неживой природы (и с тех пор успешно используемый во многих естественных науках и до сих пор), был заимствован лингвистами в период господства так называемого «натуралистического» направления в языкознании, сторонники которого (Август Шлейхер и др.) считали, что язык следует описывать по аналогии с живыми организмами. До этого соответствующие разделы описательных грамматик обычно носили название «этимология». Термин же «морфема» (в значении, близком к современному) был предложен ещё на несколько десятилетий позже — в конце XIX века — известным российско-польским лингвистом И. А. Бодуэном де Куртенэ.
1920—1950-е гг. — разработка морфологии в рамках структурализма и особенно дескриптивизма. Методика выделения морфем и алломорфов. Разработка морфонологии.
1950—1970-е — формальные алгоритмизируемые модели морфологии языков мира (для русского языка — «Русское именное словоизменение» и Грамматический словарь русского языка А. А. Зализняка). Морфология в генеративизме.
1980—2001-е — парадигматические модели морфологии. Обобщения относительно порядка морфем в словоформе (Дж. Байби). Разработка на новом уровне грамматической типологии, теории грамматикализации.